# Campeonato Mundial de Atletismo de 2007 - Salto com vara feminino
O salto com vara feminino no Campeonato Mundial de Atletismo de 2007 foi realizada no Estádio Nagai, em Osaka, no Japão, entre os dias 26 a 28 de agosto de 2007.

## Recordes
Antes desta competição, os recordes mundiais e do campeonato nesta prova eram os seguintes:
| Tipo                  | Atleta            | Altura | Local     | Data                 |
| --------------------- | ----------------- | ------ | --------- | -------------------- |
|                       | Yelena Isinbayeva | 5,01   | Helsinque | 12 de agosto de 2005 |
| Recorde do campeonato | Yelena Isinbayeva | 5,01   | Helsinque | 12 de agosto de 2005 |

## Medalhistas
| Ouro                    | Prata                   | Bronze                   |
| Yelena Isinbayeva (RUS) | Katerina Badurová (CZE) | Svetlana Feofanova (RUS) |

## Calendário
Todos os horários estão no horário local (UTC+9)
| Data         | Horário | Fase         |
| ------------ | ------- | ------------ |
| 26 de agosto | 20:00   | Qualificação |
| 28 de agosto | 19:30   | Final        |

## Resultados

### Qualificação
Qualificação: 4,55 m (Q) ou as 12 melhores performances (q).
Grupo A
| Pos. | Atleta              | Nacionalidade  | 4.05. | 4.20 | 4.35 | 4.45 | 4.50 | 4.55 | Marca | Notas                |
| ---- | ------------------- | -------------- | ----- | ---- | ---- | ---- | ---- | ---- | ----- | -------------------- |
| 1    | Jennifer Stuczynski | Estados Unidos | –     | –    | –    | –    | o    | o    | 4.55  | Q                    |
| 2    | Katerina Badurová   | Chéquia        | –     | –    | o    | –    | xo   | o    | 4.55  | Q                    |
| 3    | Yuliya Golubchikova | Rússia         | –     | o    | o    | xxo  | o    | o    | 4.55  | Q                    |
| 4    | Svetlana Feofanova  | Rússia         | –     | –    | –    | o    | –    | xo   | 4.55  | Q                    |
| 5    | Fabiana Murer       | Brasil         | –     | –    | o    | xo   | o    | xo   | 4.55  | Q                    |
| 6    | Anna Rogowska       | Polónia        | –     | –    | xxo  | –    | xo   | xo   | 4.55  | Q                    |
| 7    | Naroa Agirre        | Espanha        | –     | xxo  | o    | xo   | o    | xxx  | 4.50  | Recorde nacional     |
| 8    | Jillian Schwartz    | Estados Unidos | –     | xo   | xo   | xo   | xo   | xxx  | 4.50  | Recorde da temporada |
| 9    | Julia Hütter        | Alemanha       | –     | o    | o    | xo   | xxx  |      | 4.45  |                      |
| 10   | Carolin Hingst      | Alemanha       | –     | o    | o    | xxx  |      |      | 4.35  |                      |
| 11   | Afroditi Skafida    | Grécia         | o     | xo   | o    | xxx  |      |      | 4.35  |                      |
| 11   | Minna Nikkanen      | Finlândia      | o     | xo   | o    | xxx  |      |      | 4.35  | Recorde nacional     |
| 13   | Zhang Yingning      | China          | o     | xo   | xo   | xxx  |      |      | 4.35  |                      |
| 14   | Takayo Kondo        | Japão          | o     | o    | xxo  |      |      |      | 4.35  | Recorde pessoal      |
| 15   | Alejandra García    | Argentina      | o     | o    | xxx  |      |      |      | 4.20  |                      |
| 16   | Alana Boyd          | Austrália      | –     | xo   | xxx  |      |      |      | 4.20  |                      |

Grupo B
| Pos. | Atleta                 | Nacionalidade  | 4.05. | 4.20 | 4.35 | 4.45 | 4.50 | 4.55 | Marca | Notas                |
| ---- | ---------------------- | -------------- | ----- | ---- | ---- | ---- | ---- | ---- | ----- | -------------------- |
| 1    | Tatyana Polnova        | Rússia         | –     | o    | o    | o    | o    | o    | 4.55  | Q                    |
| 1    | Yelena Isinbaeva       | Rússia         | –     | –    | –    | –    | –    | o    | 4.55  | Q                    |
| 1    | Monika Pyrek           | Polónia        | –     | –    | o    | –    | o    | o    | 4.55  | Q                    |
| 4    | Kym Howe               | Austrália      | –     | –    | o    | o    | –    | xo   | 4.55  | Q                    |
| 5    | Vanessa Boslak         | França         | –     | o    | o    | –    | o    | xxo  | 4.55  | Q                    |
| 6    | Silke Spiegelburg      | Alemanha       | –     | xxo  | o    | xxo  | xo   | xxo  | 4.55  | Q                    |
| 7    | Naroa Agirre           | Espanha        | –     | xxo  | xo   | xo   | o    | xxx  | 4.50  | Recorde nacional     |
| 8    | Niki McEwen            | Estados Unidos | –     | –    | o    | xxx  |      |      | 4.35  |                      |
| 9    | Pavla Hamácková-Rybova | Chéquia        | –     | xo   | o    | –    | xxx  |      | 4.35  |                      |
| 9    | Thórey Edda Elisdóttir | Islândia       | –     | xo   | o    | xxx  |      |      | 4.35  |                      |
| 11   | Roslinda Samsu         | Malásia        | o     | xo   | xo   | xxx  |      |      | 4.35  | Recorde da temporada |
| 12   | Hanna-Mia Persson      | Suécia         | xo    | o    | xxx  |      |      |      | 4.20  |                      |
| 13   | Kate Dennison          | Grã-Bretanha   | xo    | xo   | xxx  |      |      |      | 4.20  |                      |
| 14   | Anna Katharina Schmid  | Suíça          | o     | xxo  | xxx  |      |      |      | 4.20  |                      |
| 15   | Vicky Parnov           | Austrália      | o     | xxx  |      |      |      |      | 4.05  |                      |
| 16   | Joana Costa            | Brasil         | xo    | xxx  |      |      |      |      | 4.05  |                      |
| 17   | Elisabete Tavares      | Portugal       | xxo   | xxx  |      |      |      |      | 4.05  |                      |

### Final
A final ocorreu dia 28 de agosto às 19:30.
| Pos.              | Atleta              | Nacionalidade  | 4.35 | 4.50 | 4.60 | 4.65 | 4.70 | 4.75 | 4.80 | 5.02 | Marca | Notas                |
| ----------------- | ------------------- | -------------- | ---- | ---- | ---- | ---- | ---- | ---- | ---- | ---- | ----- | -------------------- |
| Medalha de ouro   | Yelena Isinbaeva    | Rússia         | –    | –    | –    | o    | –    | –    | xo   | xxx  | 4.80  |                      |
| Medalha de prata  | Katerina Badurová   | Chéquia        | o    | o    | o    | –    | xxo  | o    | xxx  |      | 4.75  | Recorde nacional     |
| Medalha de bronze | Svetlana Feofanova  | Rússia         | –    | o    | o    | –    | o    | xo   | xxx  |      | 4.75  |                      |
| 4                 | Monika Pyrek        | Polónia        | o    | o    | o    | xo   | xxo  | xo   | xxx  |      | 4.75  | =                    |
| 5                 | Vanessa Boslak      | França         | xo   | o    | x–   | xo   | o    | x–   | xx   |      | 4.70  | Recorde nacional     |
| 6                 | Fabiana Murer       | Brasil         | o    | o    | o    | xo   | xxx  |      |      |      | 4.65  | Recorde da temporada |
| 6                 | Yuliya Golubchikova | Rússia         | o    | o    | o    | xo   | xxx  |      |      |      | 4.65  |                      |
| 8                 | Anna Rogowska       | Polónia        | o    | xxo  | o    | –    | xxx  |      |      |      | 4.60  | Recorde da temporada |
| 9                 | Tatyana Polnova     | Rússia         | o    | xxo  | xxo  | xxx  |      |      |      |      | 4.60  |                      |
| 10                | Jennifer Stuczynski | Estados Unidos | –    | xo   | –    | xxr  |      |      |      |      | 4.50  |                      |
| 11                | Kym Howe            | Austrália      | o    | xxo  | xxx  |      |      |      |      |      | 4.50  |                      |
| —                 | Silke Spiegelburg   | Alemanha       | xxx  |      |      |      |      |      |      |      | NM    |                      |

Legenda
| Recorde mundial       | Recorde mundial (World record)               |                       | Recorde africano                      | Recorde africano (African) |                                           | Q | Classificado por posição (Qualified) |
| Recorde do campeonato | Recorde do campeonato (Championship record)  | Recorde da América    | Recorde da América (Americas)         | q                          | Classificado por melhor tempo (Qualified) |   |                                      |
| Melhor marca do ano   | Melhor marca do ano (World leading)          | Recorde asiático      | Recorde asiático (Asian)              | DNS                        | Não largou (Did not start)                |   |                                      |
| Recorde nacional      | Recorde nacional (National record)           | Recorde europeu       | Recorde europeu (European)            | DNF                        | Não terminou (Did not finish)             |   |                                      |
| Recorde pessoal       | Recorde pessoal do atleta (Personal best)    | Recorde da Oceania    | Recorde da Oceania (Oceania)          | DSQ / DQ                   | Desclassificado (Disqualified)            |   |                                      |
| Recorde da temporada  | Recorde da temporada do atleta (Season best) | Recorde sul-americano | Recorde sul-americano (South America) | NM                         | Sem marca (No mark)                       |   |                                      |